# Ԓ
Ԓ, ԓ – litera cyrylicy wykorzystywana w języku chantyjskim, czukockim i itelmeńskim. W chantyjskim oznacza dźwięk [l̥], tj. spółgłoskę boczną półotwartą dziąsłową bezdźwięczną. W dwóch pozostałych używana jest do oddania dźwięku [ɬ], czyli spółgłoski bocznej szczelinowej dziąsłowej bezdźwięcznej.

## Kodowanie
| Znak                   | Ԓ                                    | Ԓ                                    | ԓ                                  | ԓ                                  |
| ---------------------- | ------------------------------------ | ------------------------------------ | ---------------------------------- | ---------------------------------- |
| Nazwa w Unikodzie      | cyrillic capital letter el with hook | cyrillic capital letter el with hook | cyrillic small letter el with hook | cyrillic small letter el with hook |
| Kodowanie              | dziesiątkowo                         | szesnastkowo                         | dziesiątkowo                       | szesnastkowo                       |
| Unicode                | 1298                                 | U+0512                               | 1299                               | U+0513                             |
| UTF-8                  | 212 146                              | d4 92                                | 212 147                            | d4 93                              |
| Odwołania znakowe SGML | &#1298;                              | &#x0512;                             | &#1299;                            | &#x0513;                           |